# Calligonum mongolicum
Calligonum mongolicum är en slideväxtart som beskrevs av Porphir Kiril Nicolai Stepanowitsch Turczaninow. Calligonum mongolicum ingår i släktet Calligonum och familjen slideväxter. Inga underarter finns listade i Catalogue of Life.